# Dolní Adršpach
Dolní Adršpach (německy Unter Adrsbach) je východní část obce Adršpach v okrese Náchod. Dolní Adršpach je také název katastrálního území o rozloze 11,65 km².

## Historie
První písemná zmínka o obci pochází z roku 1348.
V letech 1850–1930 byla samostatnou obcí, v letech 1950–1976 a od 1. září 1990 se vesnice stala součástí obce Adršpach a od 30. dubna 1976 do 31. srpna 1990 součástí města Teplice nad Metují.[nenalezeno v uvedeném zdroji]

## Obyvatelstvo
| Rok            | 1869 | 1880 | 1890 | 1900 | 1910 | 1921 | 1930 | 1950 | 1961 | 1970 | 1980 | 1991 | 2001 | 2011 | 2021 |
| -------------- | ---- | ---- | ---- | ---- | ---- | ---- | ---- | ---- | ---- | ---- | ---- | ---- | ---- | ---- | ---- |
| Počet obyvatel | 703  | 747  | 754  | 685  | 686  | 645  | 635  | 331  | 290  | 247  | 236  | 148  | 130  | 130  | 131  |
| Počet domů     | 110  | 116  | 120  | 118  | 119  | 120  | 129  | 115  | 115  | 66   | 57   | 72   | 94   | 98   | 95   |

## Přírodní poměry

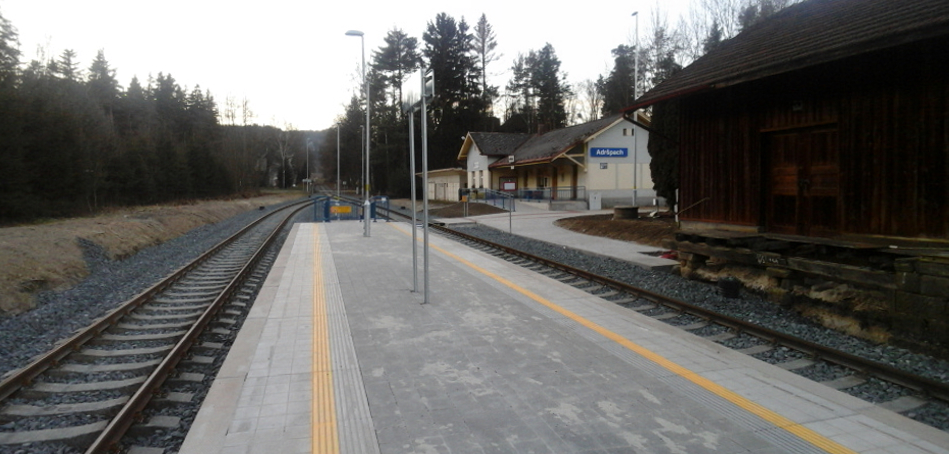
Nádraží Dolní Adršpach po rekonstrukci v roce 2015

Severovýchodně od vesnice se nachází Křížový vrch, jehož skalní město je chráněno jako přírodní rezervace Křížová cesta.

## Pamětihodnosti
- zřícenina hradu Adršpach
- zámek Adršpach
- Umlaufův statek čp. 31, bývalá adršpašská rychta
- Sloup se sochou Panny Marie (Dolní Adršpach)[9]
- Socha Nejsvětější Trojice[9]
- Křížová cesta na Křížový vrch
- Socha svatého Jana Nepomuckého
- pomník Julia Fučíka